# Tambor de cordes

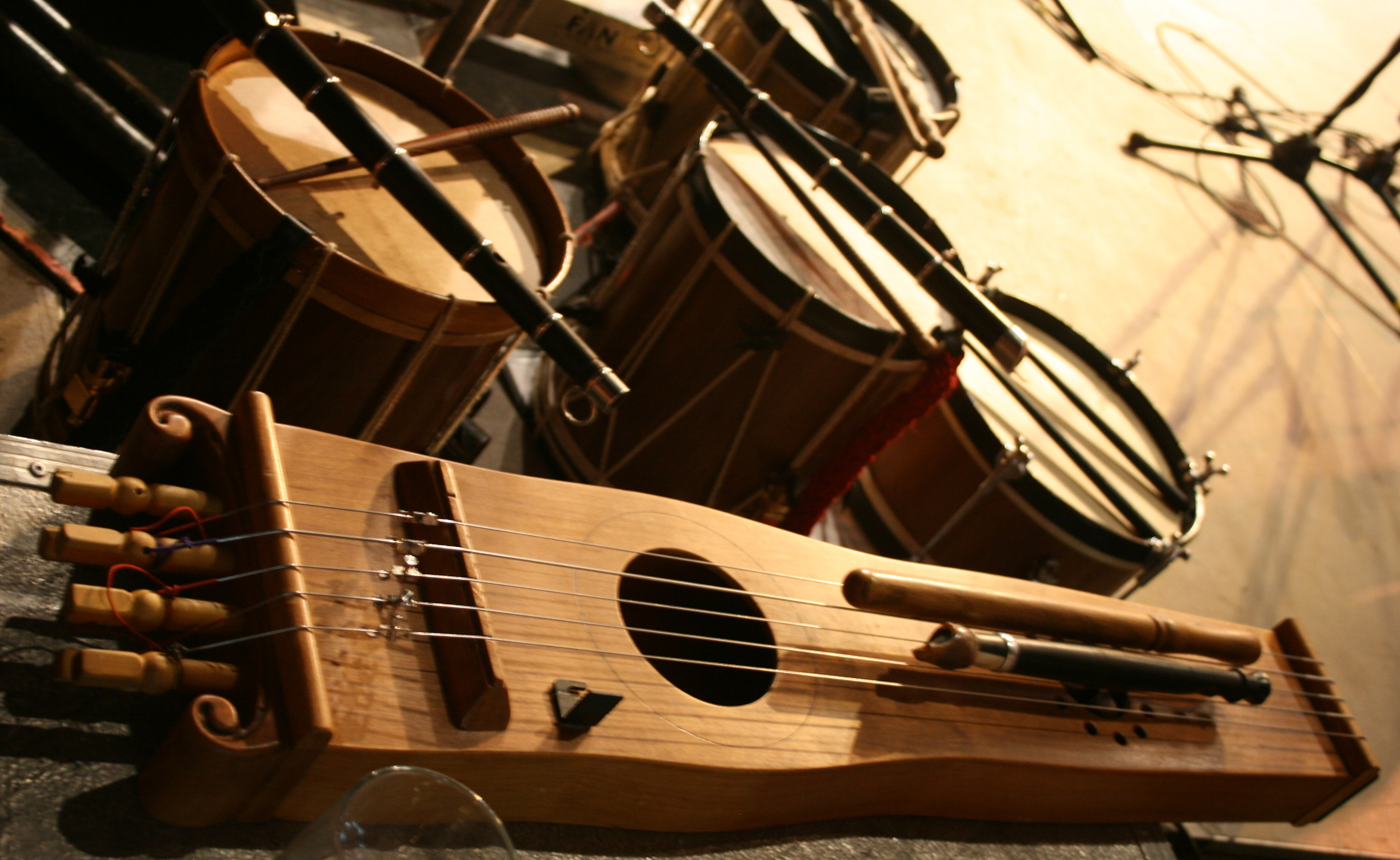
Txun txun del País Basc i altres instruments tradicionals de la mateixa procedència

El tambor de cordes o tambor gascó(string drum, tambourin à cordes) és un instrument de corda percudida utilitzat en l'àmbit de la música tradicional en diversos territoris a banda i banda dels Pirineus, des de la Vall d'Aran fins al País Basc.
Pertany a la família de les cítares de taula amb ressonador de capsa que en la classificació de Hornbostel-Sachs reben la numeració 314.122. La caixa de ressonància té forma rectangular o lleugerament trapezoïdal, sovint amb algun ornament. Té una largada d'uns 80 cm (quasi un metre en alguns casos a Aragó), una amplada d'uns 20 i un fons de 10, ornada amb un nombre variable de rosasses. Les cordes, antigament eren de tripa i més modernament de nylon; no sobresurten de la caixa de ressonància, es disposen en un pla paral·lel a aquesta i hi són en un nombre variable, entre 3 i 9. Estan afinades en la tònica i en la dominant; un pont mòbil permet de variar-ne l'afinació. Es toquen colpejant-les amb una baqueta.
Normalment l'intèrpret es col·loca l'instrument recolzant-lo entre la cuixa i l'espatlla, si toca assegut, o bé penjat al coll amb una corda i abraçat amb el braç dret mentre es colpeja amb l'esquerre. L'instrument fa l'acompanyament -rítmic i tonal- a la melodia que fa una flauta de tres forats que toca el mateix músic amb la mà esquerra. Així, el conjunt és semblant al del flabiol i tamborí en la música catalana, només que en aquest cas s'hi afegeix la referència a un bordó en la tònica.
L'ús d'aquest instrument ja està testimoniat al Renaixement quan rebia el nom de choron. Rep diferents noms com tambor de Bearn en aquella regió occitana (tambourin à cordes en francès quan no rep un nom directament vinculat a cap regió: també tambourin de Bearn o tambourin de Gascogne), txun txun al País Basc o chicotén i salterio a les valls altes de l'Aragó.
En zones rurals manté la seva presència i la seva funció ancestral en processons i festes populars, però també l'han fet seu diversos grups sobretot de música d'arrel i de música antiga.

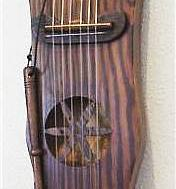
Detall de la rosassa d'un chicotén aragonès
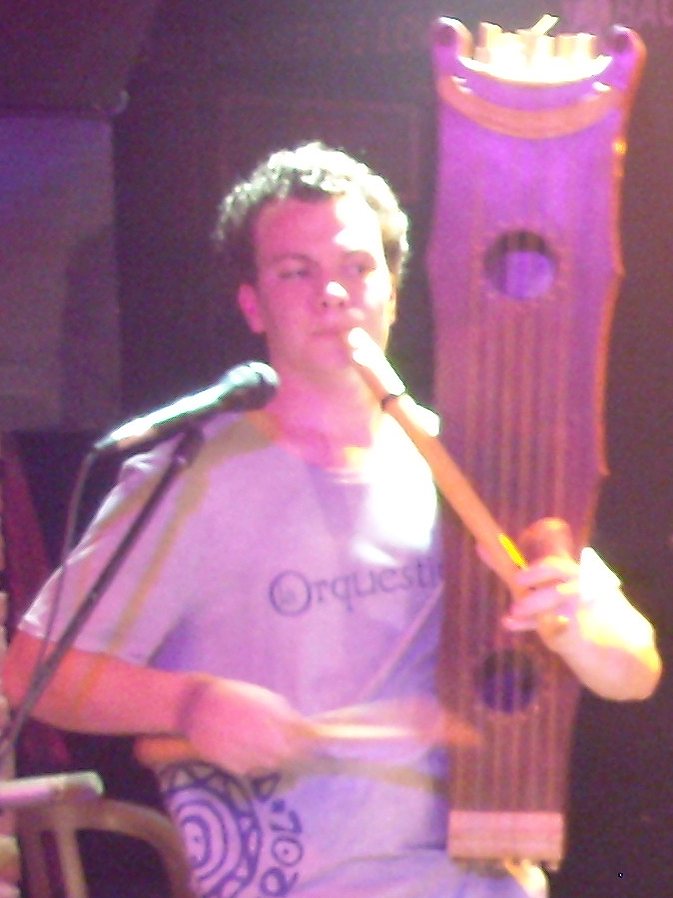
Intèrpret de chiflo (flauta tradicional de tres forats) i chicotén
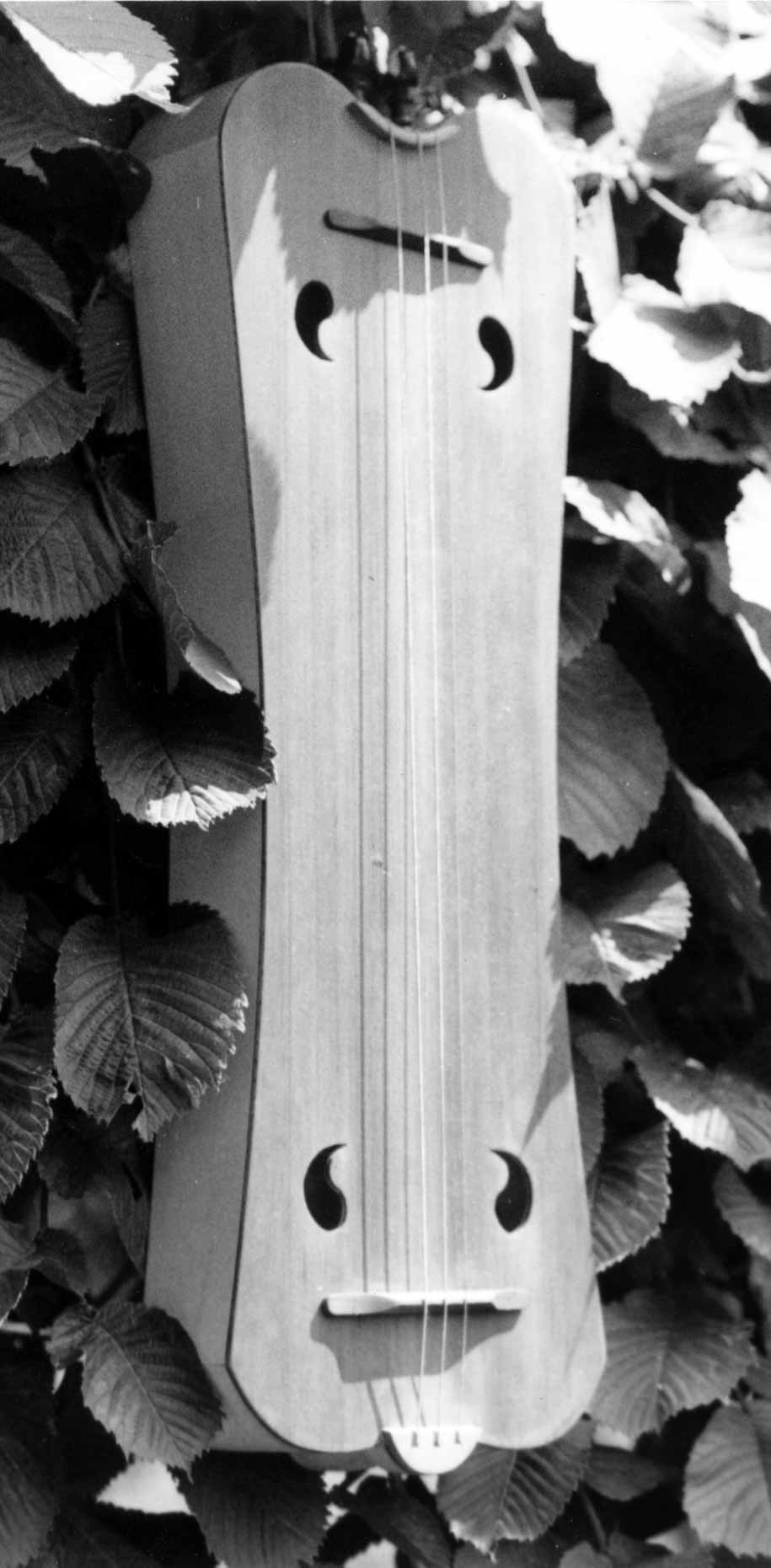
Tambor de Bearn
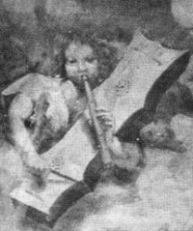
Tambor de cordes en una pintura de Juan Galbán Jiménez (segle XVII) al Convento de la Concepción, Épila, Saragossa, Aragó
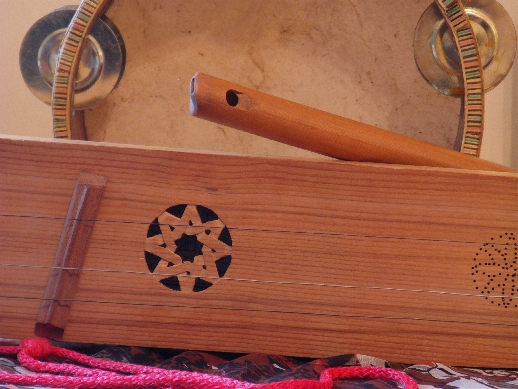
Roseta de tambor de Bearn construït per José Verdi
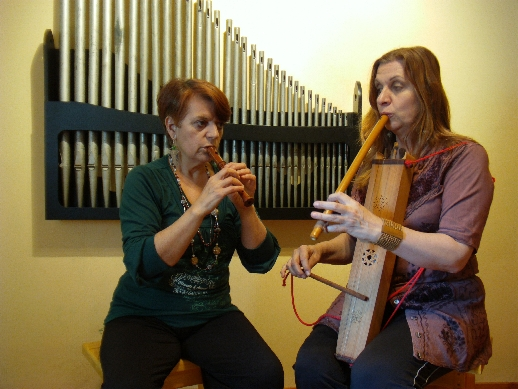
Tambor de Bearn construït per José Verdi, flauta de tres forats i flauta sopranino